# Bardsragujn chumb 2020-2021
Il Bardsragujn chumb 2020-2021 è stata la 29ª edizione della massima serie del campionato armeno di calcio, iniziata il 14 agosto 2020 e terminata il 28 maggio 2021. L'Ararat-Armenia era la squadra campione in carica. L'Alaškert ha conquistato il titolo per la quarta volta nella sua storia.

## Stagione

### Novità
Nel corso della passata stagione, l'Erevan è stato escluso dal campionato. Dalla Araǰin Xowmb 2019-2020, sospesa a torneo in corso per presunte combine, è stato ammesso il Van Charentsavan.

### Formula
Le squadre si affrontano tre volte, per un totale di 27 giornate (di cui tre sono turni di riposo). L'ultima classificata retrocede in Araǰin Xowmb, mentre la penultima classificata disputa uno spareggio promozione-retrocessione contro la seconda classificata dell'Araǰin Xowmb 2020-2021.
La squadra prima classificata è dichiarata campione d'Armenia ed è ammessa al primo turno di qualificazione della UEFA Champions League 2021-2022. La seconda e la terza classificata vengono ammesse al primo turno di qualificazione della UEFA Europa Conference League 2021-2022. Se la squadra vincitrice della coppa nazionale, ammessa al primo turno di qualificazione della UEFA Europa Conference League 2021-2022, si classifica tra il primo e il terzo posto, l'accesso al primo turno di Conference League va a scalare.

### Avvenimenti
Il 27 settembre 2020 a causa degli scontri nel Nagorno-Karabakh che hanno portato all'introduzione della legge marziale nel paese, il campionato è stato temporaneamente sospeso, per riprendere poi il successivo 17 ottobre.
Il 3 novembre 2020, la federazione armena annuncia il ritiro dal campionato del Ganjasar per motivi finanziari. Le otto gare di campionato fin lì disputate sono state annullate.
Il 5 aprile 2021, anche il Lori annuncia il suo ritiro dal campionato. La decisione è arrivata, in segno di protesta, a seguito di due ricorsi della società rigettati dalla federcalcio armena.
Col ritiro del Lori, il numero di squadre è sceso a otto, riducendo il numero di giornate di campionato da 27 a 25.
A seguito del ritiro di Ganjasar e Lori, lo spareggio promozione-retrocessione è stato annullato.

## Squadre partecipanti
| Club                | Stagione | Città        | Stadio                              | Stagione precedente           |
| ------------------- | -------- | ------------ | ----------------------------------- | ----------------------------- |
| Alaškert            |          | Erevan       | Stadio Alaškert                     | 3º posto in Bardsragujn chumb |
| Ararat              |          | Erevan       | Stadio Repubblicano Vazgen Sargsyan | 6º posto in Bardsragujn chumb |
| Ararat-Armenia      | dettagli | Erevan       | FFA Academy Stadium                 | Campione d'Armenia            |
| Ganjasar (ritirato) |          | Kapan        | FFA Academy Stadium (Erevan)        | 9º posto in Bardsragujn chumb |
| Lori (ritirato)     |          | Vanadzor     | Stadio Accademia Vanadzor           | 5º posto in Bardsragujn chumb |
| Noah                |          | Erevan       | Stadio Alaškert                     | 2º posto in Bardsragujn chumb |
| P'yownik            |          | Erevan       | Stadio Repubblicano Vazgen Sargsyan | 8º posto in Bardsragujn chumb |
| Širak               |          | Gyumri       | Stadio comunale di Gyumri           | 4º posto in Bardsragujn chumb |
| Urartu              |          | Erevan       | Stadio Urartu                       | 7º posto in Bardsragujn chumb |
| Van Charentsavan    |          | Charentsavan | Stadio comunale di Charentsavan     | 1º posto in Araǰin Xowmb      |

## Allenatori e primatisti
| Squadra          | Allenatore                                                                                    | Giocatore più presente (tra parentesi il numero delle presenze) | Capocannoniere (tra parentesi il numero dei gol segnati) |
| ---------------- | --------------------------------------------------------------------------------------------- | --------------------------------------------------------------- | -------------------------------------------------------- |
| Alaškert         | Eġiše Melik'yan (1ª-15ª) Abraham Khashmanyan (7ª, 16ª-24ª) Aleksandr Grigoryan (3ª, 10ª, 25ª) | Tiago Cametá (21)                                               | David Davidjan (5)                                       |
| Ararat           | Vardan Bichakhchyan                                                                           | David Churcidze, Mory Koné (21)                                 | Uroš Nenadović (7)                                       |
| Ararat-Armenia   | David Campaña (1ª-16ª) Armen Adamyan (17ª-18ª) Anatolij Bajdačnyj (19ª-25ª)                   | Armen Ambartsumyan, Yoan Gouffran, Zakaria Sanogo (22)          | Yusuf Otubanjo (10)                                      |
| Lori             | Albert Solomonov                                                                              | Nana Antwi, Evgenij Skoblikov, Aleksandr Stepanov (14)          | Claudir (3)                                              |
| Noah             | Vadim Boreț (1ª-11ª) Dmitrij Gunko (3ª, 6ª, 8ª-9ª, 12ª-25ª)                                   | Jordy Monroy (23)                                               | Vladimir Azarov (6)                                      |
| P'yownik         | Artak Òseyan (1ª-14ª) Eġiše Melik'yan (6ª, 15ª-25ª)                                           | Arik Arakelyan (22)                                             | José Caraballo (3)                                       |
| Širak            | Tigran Davtyan                                                                                | Aram Muradyan (21)                                              | Arman Aslanyan, Artyom Mikaelyan, Igor Stanojević (2)    |
| Urartu           | Aleksandr Grigoryan (1ª-17ª) Tigran Yesayan (3ª, 18ª-25ª)                                     | Vitinho (21)                                                    | Jonel Désiré (7)                                         |
| Van Charentsavan | Sevada Arzumanyan (1ª-15ª) Artur Asoyan (4ª, 6ª, 16ª-25ª)                                     | Ededem Essien, Edgar Movsesyan, Andranik Voskanyan (23)         | Wilfried Eza (6)                                         |

## Classifica finale
|                    | Pos. | Squadra          | Pt      | G  | V  | N | P  | GF | GS | DR  |
| ------------------ | ---- | ---------------- | ------- | -- | -- | - | -- | -- | -- | --- |
| Armenia (bandiera) | 1.   | Alaškert         | 46      | 24 | 13 | 7 | 4  | 25 | 15 | +10 |
|                    | 2.   | Noah             | 41      | 24 | 12 | 5 | 7  | 35 | 20 | +15 |
|                    | 3.   | Urartu           | 41      | 24 | 12 | 5 | 7  | 28 | 19 | +9  |
|                    | 4.   | Ararat           | 40      | 24 | 11 | 7 | 6  | 34 | 18 | +16 |
|                    | 5.   | Ararat-Armenia   | 38      | 24 | 10 | 8 | 6  | 32 | 17 | +15 |
|                    | 6.   | Van Charentsavan | 31      | 24 | 9  | 4 | 11 | 25 | 30 | -5  |
|                    | 7.   | P'yownik         | 25      | 24 | 6  | 7 | 11 | 20 | 18 | +2  |
|                    | 8.   | Lori             | 23      | 24 | 7  | 2 | 15 | 16 | 44 | -28 |
|                    | 9.   | Širak            | 13      | 24 | 2  | 7 | 15 | 19 | 53 | -34 |
|                    | ---  | Ganjasar         | Esclusa |    |    |   |    |    |    |     |

      Campione d'Armenia e ammessa alla UEFA Champions League 2021-2022
      Ammesse alla UEFA Europa Conference League 2021-2022
      Esclusa a campionato in corso.
Note:

Tre punti per la vittoria, uno per il pareggio, zero per la sconfitta.
In caso di arrivo di due o più squadre a pari punti, la graduatoria verrà stilata secondo la classifica avulsa tra le squadre interessate.

## Risultati

### Tabellone
|                  | Ala     | Ara     | AAr     | Lor     | Noa     | Pyo     | Šir     | Ura     | Van     |
| ---------------- | ------- | ------- | ------- | ------- | ------- | ------- | ------- | ------- | ------- |
| Alaškert         | ––––    | 1-2     | 0-0 1-0 | 2-1     | 1-0     | 0-0 1-0 | 0-0     | 1-2 1-0 | 2-1     |
| Ararat           | 0-0 0-1 | ––––    | 1-0     | 3-0     | 1-1 2-3 | 1-0     | 4-0 5-2 | 2-0     | 0-0     |
| Ararat-Armenia   | 1-2     | 0-0 1-1 | ––––    | 1-2     | 3-1 0-0 | 2-1     | 7-0 2-1 | 0-1     | 3-0 2-3 |
| Lori             | 0-1 0-3 | 1-0     | 0-1 0-3 | ––––    | 2-0     | 1-0 0-3 | 3-2     | 1-1 0-3 | 0-1     |
| Noah             | 1-2 1-0 | 2-1     | 0-0     | 3-1 3-0 | ––––    | 0-1 1-0 | 2-2 3-0 | 1-1     | 4-0 1-2 |
| P'yownik         | 1-1     | 1-1 1-2 | 0-1 0-0 | 1-1     | 0-1     | ––––    | 0-2     | 0-0 0-1 | 0-0     |
| Širak            | 1-1 0-0 | 0-3     | 2-2     | 0-1 3-0 | 0-3     | 0-2 1-5 | ––––    | 0-3 1-1 | 0-0 1-2 |
| Urartu           | 1-2     | 1-0 2-0 | 0-0 1-2 | 3-0     | 0-3 1-0 | 0-1     | 1-0     | ––––    | 2-0 2-1 |
| Van Charentsavan | 0-1 3-1 | 0-1 1-1 | 0-1     | 1-2 3-0 | 0-1     | 1-0 0-3 | 3-1     | 3-1     | ––––    |

## Statistiche

### Individuali

#### Classifica marcatori
| Gol | Rigori |  | Giocatore             | Squadra          |
| --- | ------ |  | --------------------- | ---------------- |
| 10  | 2      |  | Yusuf Otubanjo        | Ararat-Armenia   |
| 7   | 1      |  | Jonel Désiré          | Urartu           |
| 7   | 0      |  | Uroš Nenadović        | Ararat           |
| 6   | 4      |  | Vladimir Azarov       | Noah             |
| 6   | 2      |  | Wilfried Eza          | Van Charentsavan |
| 6   | 2      |  | Mory Koné             | Ararat           |
| 5   | 0      |  | Petros Avetisyan      | Noah             |
| 5   | 0      |  | David Davidjan        | Alaškert         |
| 4   | 0      |  | Alek'sandr Karapetyan | Ararat-Armenia   |
| 4   | 1      |  | Mailson Lima          | Ararat-Armenia   |
| 4   | 0      |  | Edgar Movsesyan       | Van Charentsavan |